# Nick Christiani
Pour les articles homonymes, voir Christiani.
Nicholas John Christiani (né le 17 juillet 1987 à Elizabeth, New Jersey, États-Unis) est un lanceur de relève droitier qui a joué pour les Reds de Cincinnati dans la Ligue majeure de baseball en 2013 et 2014.

## Carrière
Joueur des Commodores de l'Université Vanderbilt, Nick Christiani est d'abord drafté en 2008 par les Indians de Cleveland, qui le sélectionnent au 32e tour de sélection. Mais il repousse l'offre et retourne à son université, pour se joindre l'année suivante à l'autre club de l'Ohio, les Reds de Cincinnati, qui le repêchent en 13e ronde.
Christiani, un lanceur de relève, fait ses débuts dans le baseball majeur avec Cincinnati le 23 août 2013. Au cours de cette saison, il lance 4 manches en 3 apparitions au monticule et maintient une moyenne de points mérités de 2,25 durant cette brève période.